# Alfoz (urbanismo)

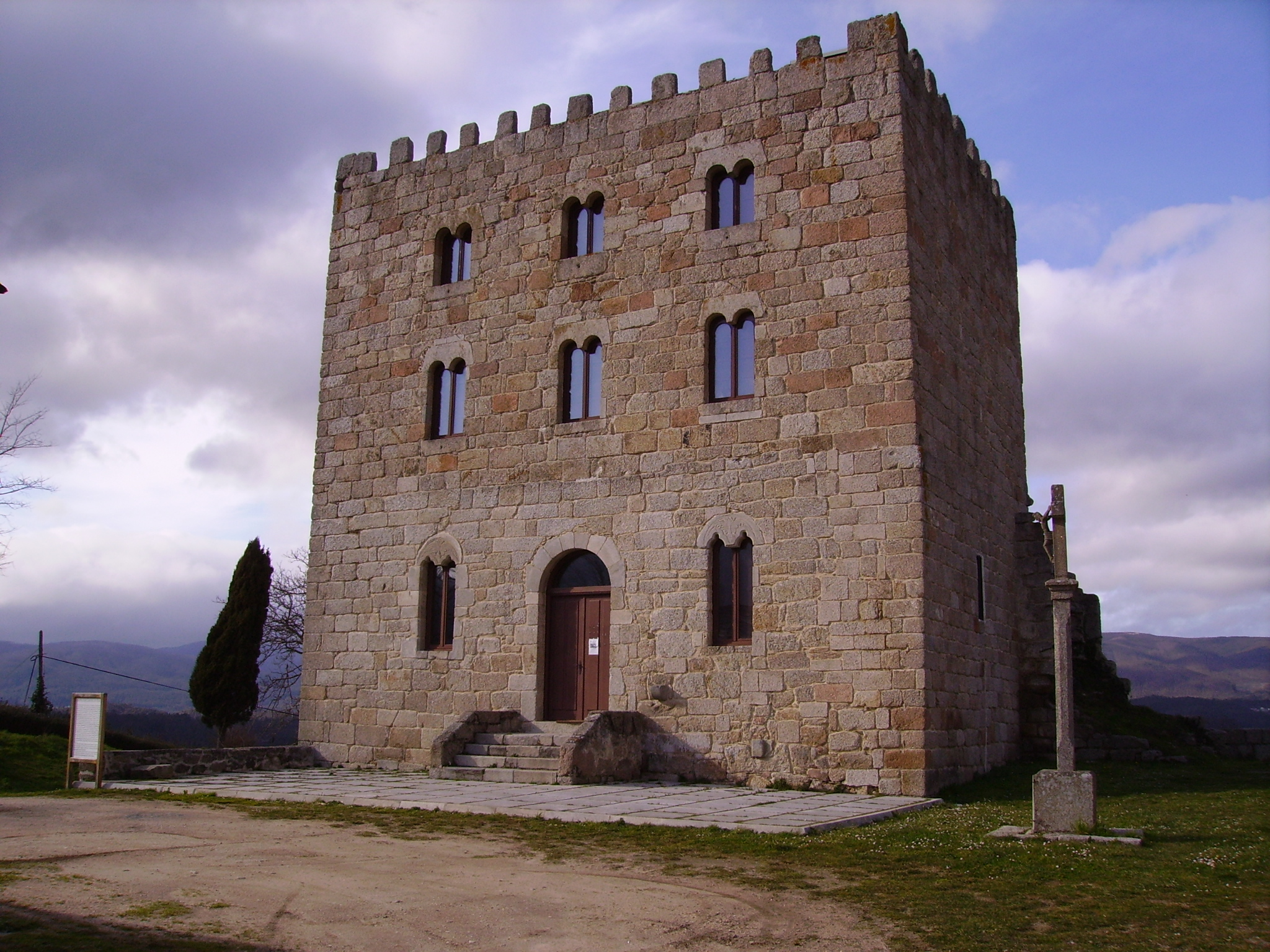
Torre del homenaje del castillo de Castrodouro en Alfoz (Lugo), localidad mariñana que recibe el nombre del territorio.

Alfoz era el nombre empleado durante la Edad Media en la península ibérica en Castilla, León y Portugal  para referirse al término rural geográfico que pertenece al concejo de la villa correspondiente. El término se registra por primera vez en el siglo X en un documento del monasterio de San Pedro de Arlanza en el año 924, cuando se menciona que las propiedades donadas se encontraban in alfoce de Tablatiello. En el alfoz se encuentran diseminadas varias aldeas o lugares. Este conjunto quedaba bajo la jurisdicción del concejo de la villa. La villa y su alfoz constituían así un conjunto denominado Comunidad de villa y tierra, con autonomía dentro del Reino. El centro de esta comunidad es la villa (o ciudad) compuesta por una población, a veces con un castillo e incluso una muralla.
Los alfoces a comienzos del siglo XII eran territorios dotados de funciones fiscales, judiciales y militares. Además ejercieron un cometido muy importante en lo referente a los usos comunales silvo-pastoriles hasta el año 1100 en que los reyes empezaron a adjudicar a la Iglesia y a los nobles jurisdicciones particulares con carácter perpetuo; este hecho amenazó la razón de existir de los alfoces. Durante el proceso de repoblación que se hizo a lo largo de la Reconquista, concretamente durante los siglos XI, XII y XIII, el rey concedía una serie de leyes particulares (privilegios) a las villas que dominaban grandes territorios (alfoz) para fomentar el asentamiento. Este tipo de repoblación se denomina «repoblación concejil por fueros» y se llevó a cabo en las zonas entre el Duero y el Guadiana, el valle del Ebro y el norte del Levante. En estas zonas surgieron ciudades importantes que dependían únicamente del rey, es decir, no estaban sujetas a los posibles problemas de autoridad que podían surgir con la nobleza, por lo que estaban gobernadas política y socialmente de una manera más o menos "democrática" según nuestros criterios actuales.

## Etimología
La palabra alfoz se deriva del árabe الحَوْز al-hawz, con el significado de «término» o «distrito rural». Los alfoces junto a la villa a la que pertenecían formaban lo que más tarde tomó el nombre de municipio. Su recuerdo ha quedado en algunos topónimos de la geografía española, como Alfoz (Lugo), Alfoz de Lloredo (Cantabria), Alfoz de Buanga (Asturias), Alfoz de Palenzuela (Palencia) o Alfoz de Quintanadueñas (Burgos); o en apellidos como el de García Alfoz, i señor de la Morena.